# Archipelag (miesięcznik)
Archipelag — miesięcznik kulturalno-polityczny wydawany przez Andrzeja Więckowskiego w latach 1983–1987 w Berlinie Zachodnim, poświęcony problemom politycznym, społecznym i kulturalnym państw Europy środkowej i wschodniej oraz stosunkom polsko-niemieckim. Utwory literackie, eseistyka, publicystyka.
Pierwszy numer ukazał się w czerwcu 1983, ostatni 47 w sierpniu 1987. Przy miesięczniku powstało wydawnictwo Biblioteka *Archipelagu*, w którym ukazały się pierwsze wydania Prawdy nieartystycznej Henryka Grynberga, Zapomniane, nieuśmierzone Włodzimierza Odojewskiego, Liturgia Witolda Wirpszy (poemat), Eurydyki Włodzimierza Sznarbachowskiego.
Trzy grupy tematyczne dominowały w „Archipelagu”:
- sprawy sowietologiczne (także widziane poprzez codzienność, teksty m.in. N. Mandelsztam, Aleksandra Zinowiewa, Marka Popowskiego, Bohdana Osadczuka, Andrzeja J. Kamińskiego Obozy terroru, Aleksandra Orłowa),
- polsko-żydowskie (Isaac Bashevis Singer, Henryk Grynberg, Anna Dawid),
- polsko-niemieckie.

„Archipelag” organizował też imprezy literackie, najgłośniejsza na jesieni 1983 roku Szanse kultury polskiej wraz z niemieckim Związkiem Pisarzy przy udziale m.in. Güntera Grassa i Gustawa Herlinga-Grudzińskiego była szeroko komentowana (przychylnie) w prasie niemieckiej i PRL-owskiej (napastliwie). Pismo wydawane było bez żadnych dotacji. Upadło z braku funduszy.

## Współpracownicy i autorzy
Do stałych współpracowników pisma należeli: Włodzimierz Odojewski (pisał także pod pseudonimem Wacław Kondratowicz), Tymoteusz Karpowicz, Witold Wirpsza (także pod ps. Virus), Maria Kurecka, Bohdan Osadczuk, Henryk Grynberg, prof. Andrzej J. Kamiński, Adam Czerniawski, Janusz Rudnicki, Grzegorz Dłubak, Włodzimierz Nechamkis, Maciej Zarębski (pseudonim Małgorzaty Hueckel).
Spośród bardziej znanych autorów polskich w „Archipelagu” oprócz powyższych drukowali m.in.: Gustaw Herling-Grudziński, Jacek Bocheński, Lidia Ciołkoszowa, Igor Newerly, Tadeusz Nowakowski, Tadeusz Podgórski, Jerzy R. Krzyżanowski, Wojciech Krzyżanowski, Jerzy Holzer, Marek Zieliński, Edmund J. Osmańczyk, Józef Mackiewicz, Adam Zagajewski, Antoni Pawlak, Stanisław Bieniasz, Leszek Szaruga, Leszek Nowak, Wacław Iwaniuk, Michał Wyszomirski, Anna Frajlich, Ewa Slaska, Ewa Berberyusz, Halina Zarychta, Andrzej Szulczyński, Bronisław Wildstein, Tomasz Jastrun, Michał Fostowicz, Janusz Gałek.
Z autorów niemieckich w „Archipelagu” drukowali: Günter Grass, Friedrich Dürrenmatt, Karl Dedecius, Gerhard Zwerenz, Gerald Bisinger, Anna Jonas, Martin Kriele, Ingeborg Drewitz, Hedwig Rohde, Horst Bienek, Peter Lachmann, Rüdiger Kremer, Jürgen Fuchs, Rolf Haufs, H.-Ch. Buch, Peter Schneider, Gerhard Bauer, Karl Norbert Scheuer, Rudolf Gier, Utz Rachowski.
Pismo było ilustrowane, z reguły prace jednego autora rozsiane w numerze, odpowiedzialna za to była Helena Bohle-Szacka.